# جنگ دارفور
جنگ دارفور یا جنگ لندکروز، یک درگیری مسلحانه بزرگ در منطقه دارفور سودان بود که در فوریه ۲۰۰۳، گروه‌های شورشی جنبش آزادی‌بخش سودان و جنبش عدالت و برابری علیه دولت سودان به اتهام سرکوب جمعیت غیر عرب دارفور، آغاز کردند. دولت با انجام کارزار پاکسازی قومی علیه غیر عرب‌های دارفور به حملات پاسخ داد. این منجر به کشته شدن صدها هزار غیرنظامی و کیفرخواست رئیس‌جمهور سودان، عمر البشیر به دلیل نسل‌کشی، جنایت جنگی و جنایت علیه بشریت توسط دیوان کیفری بین‌المللی شد.

## درگیری

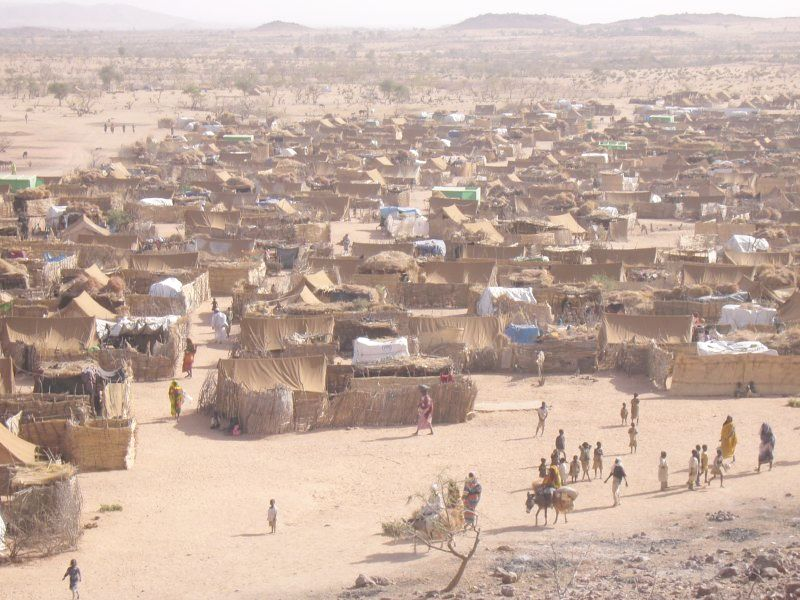
منطقه دارفور

این درگیری میان ارتش سودان و گروه شبه نظامی جنجوید در مقابل جدایی طلبان است. گفتنی است که تاکنون سازمان ملل متحد موفق به فرستادن صلح‌بان به این منطقه نشده و با مخالفت شدید دولت مرکزی سودان روبرو شده است. اکنون امنیت این منطقه تنها به دست ۱۰۰۰۰ صلح‌بان اتحادیه آفریقا است که به خاطر محروم بودن از امکانات کافی عملاً کارایی چندانی ندارند.
در آوریل ۲۰۰۸ رئیس اداره امور انسانی سازمان ملل متحد اعلام کرد که در اثر نزاع دارفور در غرب سودان تاکنون حداقل حدود ۳۰۰ هزار نفر جان خود را از دست داده‌اند.

## واکنش‌های بین‌المللی

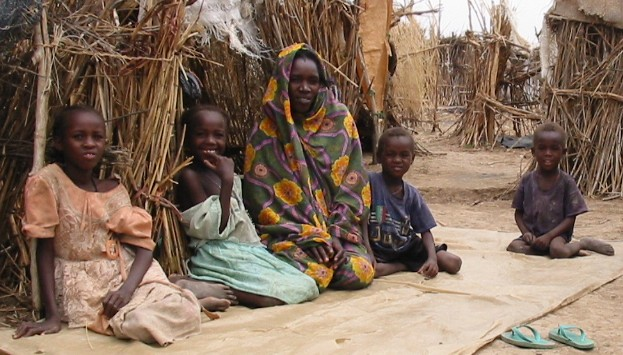
وضعیت پناهندگانی که موفق شده و خود را به کمپ‌های حفاظت شده توسط صلح بانان اتحادیه آفریقا رسانده‌اند بسیار دردآور است.

اتحادیه اروپا و ایالات متحده آمریکا نسل‌کشی در دارفور را به شدت محکوم کرده‌اند. شورای امنیت سازمان ملل متحد در رابطه با بحران دارفور، چند قطعنامه صادر کرده است؛ که از آن‌جمله می‌توان به قطعنامه ۱۷۰۶ و قطعنامه ۱۵۶۴ اشاره کرد.

### صدور حکم بازداشت بین‌المللی
دادگاه بین‌المللی لاهه در تاریخ ۴ فوریه ۲۰۰۹ میلادی و در اقدامی بی‌سابقه حکم بازداشت عمر البشیر، رئیس‌جمهور سودان را به اتهام ارتکاب «جنایات جنگی و جنایت علیه بشریت» در نزاع دارفور را صادر کرد. این برای اولین بار در تاریخ است که دادگاه لاهه حکم بازداشت یک رهبر سیاسی در قدرت را صادر می‌کند.
در پی تصمیم دادگاه بین‌المللی لاهه به صدور حکم دستگیری عمر البشیر، دولت سودان «سیزده» سازمان عمده بین‌المللی امدادرسانی را که در منطقه دارفور به کمک‌رسانی به مردم جنگ‌زده می‌پرداختند، از آن کشور اخراج کرد.

### موضع نظام جمهوری اسلامی ایران
در دیدار عمر البشیر با رهبری ایران در سال ۱۳۷۶، سید علی خامنه ای بر جلوگیری از دخالت صهیونیست‌ها بر منطقه سودان جنوبی تأکید کرد.
در سفری در سال ۱۳۸۵ که عمر البشیر رئیس‌جمهور دولت مرکزی سودان به ایران داشت، سید علی خامنه‌ای، رهبر نظام جمهوری اسلامی در دیدار با البشیر، لزوم هشیاری در مقابل طراحی‌های بدخواهان نظام اسلامی را خاطرنشان کرد و استفاده از ظرفیت جنبش عدم تعهد را پیشنهاد کرد. 
در سال ۱۳۸۷ نیز، پس از صدور قرار بازداشت بین‌المللی عمر البشیر، به اتهام ارتکاب «جنایات جنگی و جنایت علیه بشریت» توسط دیوان بین‌المللی کیفری، علی لاریجانی، رئیس مجلس شورای اسلامی، به منظور نشان‌دادن حمایت نظام جمهوری اسلامی ایران از عمر البشیر، وارد سودان شد. علی لاریجانی در این سفر «حمایت همه‌جانبه ایران از سودان» را سیاست رسمی جمهوری اسلامی خواند.

### موضع اتحادیه عرب
در تاریخ ۳۰ مارس ۲۰۰۹ میلادی، سران کشورهای عضو اتحادیه عرب، در پایان نشست سالانه خود در دوحه، پایتخت قطر، با صدور بیانیه‌ای از عمر البشیر، رئیس‌جمهور تحت تعقیب سودان، در برابر حکم بازداشت بین‌المللی که توسط دیوان بین‌المللی کیفری، برای استرداد او صادر شده است، حمایت کردند.